# 2016–2017-es Európa-liga (egyenes kieséses szakasz)
A 2016–2017-es Európa-liga egyenes kieséses szakasza 2017. február 16-án kezdődött és május 24-én ért véget. Az egyenes kieséses szakaszban 32 csapat vett részt, amelyek a csoportkör során a saját csoportjuk első két helyének valamelyikén, illetve az UEFA-bajnokok ligája csoportkörének harmadik helyén végeztek.

## Lebonyolítás
A döntő kivételével mindegyik mérkőzés oda-visszavágós rendszerben zajlott. A két találkozó végén az összesítésben jobbnak bizonyuló csapatok jutottak tovább a következő körbe. Ha az összesítésnél az eredmény döntetlen volt, akkor az idegenben több gólt szerző csapat jutott tovább. Amennyiben az idegenben lőtt gólok száma is azonos volt, akkor 30 perces hosszabbítást rendeztek a visszavágó rendes játékidejének lejárta után. Ha a 2x15 perces hosszabbításban gólt/gólokat szerzett mindkét együttes, és az összesített állás egyenlő volt, akkor a vendég csapat jutott tovább idegenben szerzett góllal/gólokkal. Gólnélküli hosszabbítás esetén büntetőpárbajra került sor. A döntőt egy mérkőzés keretében rendezték meg.

## Továbbjutott csapatok
Az Európa-liga csoportkörének első két helyezett csapatai
| Színmagyarázat     |
| ------------------ |
| Kiemelt csapat     |
| Nem kiemelt csapat |

| Csoport   | Csoportelső (kiemeltek) | Csoportmásodik (nem kiemeltek) |
| --------- | ----------------------- | ------------------------------ |
| A csoport | Fenerbahçe SK           | Manchester United              |
| B csoport | APÓEL                   | Olimbiakósz                    |
| C csoport | AS Saint-Étienne        | Anderlecht                     |
| D csoport | Zenyit                  | AZ                             |
| E csoport | AS Roma                 | Astra Giurgiu                  |
| F csoport | KRC Genk                | Athletic Bilbao                |
| G csoport | Ajax                    | Celta Vigo                     |
| H csoport | Sahtar Doneck           | KAA Gent                       |
| I csoport | Schalke 04              | FK Krasznodar                  |
| J csoport | Fiorentina              | PAÓK                           |
| K csoport | Sparta Praha            | Hapóél Beér-Seva               |
| L csoport | Osmanlıspor             | Villarreal CF                  |

Az UEFA-bajnokok ligája csoportkörének harmadik helyezettjei
| Hely. | Cs | Csapat                   | M | Gy | D | V | G+ | G– | Gk  | P | Kiemelés      |
| ----- | -- | ------------------------ | - | -- | - | - | -- | -- | --- | - | ------------- |
| 1.    | G  | FC København             | 6 | 2  | 3 | 1 | 7  | 2  | +5  | 9 | Kiemeltek     |
| 2.    | H  | Olympique Lyonnais       | 6 | 2  | 2 | 2 | 5  | 3  | +2  | 8 | Kiemeltek     |
| 3.    | E  | Tottenham Hotspur        | 6 | 2  | 1 | 3 | 6  | 6  | 0   | 7 | Kiemeltek     |
| 4.    | B  | Beşiktaş JK              | 6 | 1  | 4 | 1 | 9  | 14 | −5  | 7 | Kiemeltek     |
| 5.    | D  | FK Rosztov               | 6 | 1  | 2 | 3 | 6  | 12 | −6  | 5 | Nem kiemeltek |
| 6.    | C  | Borussia Mönchengladbach | 6 | 1  | 2 | 3 | 5  | 12 | −7  | 5 | Nem kiemeltek |
| 7.    | F  | Legia Warszawa           | 6 | 1  | 1 | 4 | 9  | 24 | −15 | 4 | Nem kiemeltek |
| 8.    | A  | Ludogorec Razgrad        | 6 | 0  | 3 | 3 | 6  | 15 | −9  | 3 | Nem kiemeltek |

## A legjobb 16 közé jutásért

### Sorsolás
A legjobb 16 közé jutásért zajló mérkőzések párosításainak sorsolását 2016. december 12-én tartották.
A sorsolás során egy kiemelt csapat mellé egy nem kiemelt csapatot sorsoltak. Figyelembe vették, hogy azonos nemzetű együttesek, illetve az azonos csoportból továbbjutó csapatok nem szerepelhettek egymás ellen.
A második kalapban szereplő csapatok játszották az első mérkőzést hazai környezetben.

### Párosítások
Az első mérkőzéseket 2017. február 16-án, a visszavágókat február 23-án játszották.
| 1. csapat                | Össz.Tooltip Aggregate score | 2. csapat          | 1. mérk. | 2. mérk.   |
| ------------------------ | ---------------------------- | ------------------ | -------- | ---------- |
| Athletic Bilbao          | 3–4                          | APÓEL              | 3–2      | 0–2        |
| Legia Warszawa           | 0–1                          | Ajax               | 0–0      | 0–1        |
| Anderlecht               | 3–3 (i.g.)                   | Zenyit             | 2–0      | 1–3        |
| Astra Giurgiu            | 2–3                          | KRC Genk           | 2–2      | 0–1        |
| Manchester United        | 4–0                          | AS Saint-Étienne   | 3–0      | 1–0        |
| Villarreal CF            | 1–4                          | AS Roma            | 0–4      | 1–0        |
| Ludogorec Razgrad        | 1–2                          | FC København       | 1–2      | 0–0        |
| Celta Vigo               | 2–1                          | Sahtar Doneck      | 0–1      | 2–0 (h.u.) |
| Olimbiakósz              | 3–0                          | Osmanlıspor        | 0–0      | 3–0        |
| KAA Gent                 | 3–2                          | Tottenham Hotspur  | 1–0      | 2–2        |
| FK Rosztov               | 5–1                          | Sparta Praha       | 4–0      | 1–1        |
| FK Krasznodar            | 2–1                          | Fenerbahçe SK      | 1–0      | 1–1        |
| Borussia Mönchengladbach | 4–3                          | Fiorentina         | 0–1      | 4–2        |
| AZ                       | 2–11                         | Olympique Lyonnais | 1–4      | 1–7        |
| Hapóél Beér-Seva         | 2–5                          | Beşiktaş JK        | 1–3      | 1–2        |
| PAÓK                     | 1–4                          | Schalke 04         | 0–3      | 1–1        |

### Mérkőzések
| 2017. február 16. 21:05 |

| Athletic Bilbao                            | 3–2               | APÓEL                    |
| ------------------------------------------ | ----------------- | ------------------------ |
| Merkis 38' (öngól) Aduriz 61' Williams 72' | (1–1) Jegyzőkönyv | Efrem 36' Gianniotas 89' |

| San Mamés Stadion, Bilbao Játékvezető: Jonas Eriksson (svéd) |

| 2017. február 23. 19:00 |

| APÓEL                                  | 2–0               | Athletic Bilbao |
| -------------------------------------- | ----------------- | --------------- |
| Sotiriou 46' Gianniotas 54' (11-esből) | (0–0) Jegyzőkönyv |                 |

| GSZP Stadion, Nicosia Játékvezető: Vladislav Bezborodov (orosz) |

| 2017. február 16. 21:05 |

| Legia Warszawa | 0–0         | Ajax |
| -------------- | ----------- | ---- |
|                | Jegyzőkönyv |      |

| Lengyel Hadsereg Stadion, Varsó Játékvezető: David Fernández Borbalán (spanyol) |

| 2017. február 23. 19:00 |

| Ajax          | 1–0               | Legia Warszawa |
| ------------- | ----------------- | -------------- |
| Viergever 49' | (0–0) Jegyzőkönyv |                |

| Amsterdam ArenA, Amszterdam Játékvezető: Anthony Taylor (angol) |

| 2017. február 16. 21:05 |

| Anderlecht        | 2–0               | Zenyit |
| ----------------- | ----------------- | ------ |
| Acheampong 5' 31' | (2–0) Jegyzőkönyv |        |

| Constant Vanden Stock Stadion, Brüsszel Játékvezető: Michael Oliver |

| 2017. február 23. 19:00 |

| Zenyit                      | 3–1               | Anderlecht       |
| --------------------------- | ----------------- | ---------------- |
| Giuliano 24' 78' Dzyuba 72' | (1–0) Jegyzőkönyv | Kiese Thelin 90' |

| Petrovszkij Stadion, Szentpétervár Játékvezető: Anasztásziosz Szidirópulosz (görög) |

| 2017. február 16. 19:00 |

| Astra Giurgiu        | 2–2               | KRC Genk                  |
| -------------------- | ----------------- | ------------------------- |
| Budescu 43' Seto 90' | (1–1) Jegyzőkönyv | Castagne 25' Trossard 83' |

| Stadionul Marin Anastasovici, Giurgiu Játékvezető: Svein Oddvar Moen (norvég) |

| 2017. február 23. 21:05 |

| KRC Genk    | 1–0               | Astra Giurgiu |
| ----------- | ----------------- | ------------- |
| Pozuelo 67' | (0–0) Jegyzőkönyv |               |

| Luminus Arena, Genk Játékvezető: Serdar Gözübüyük (holland) |

| 2017. február 16. 21:05 |

| Manchester United                  | 3–0               | AS Saint-Étienne |
| ---------------------------------- | ----------------- | ---------------- |
| Ibrahimović 15' 75' 88' (11-esből) | (1–0) Jegyzőkönyv |                  |

| Old Trafford, Manchester Játékvezető: Pavel Královec (cseh) |

| 2017. február 22. 18:00 |

| AS Saint-Étienne | 0–1               | Manchester United |
| ---------------- | ----------------- | ----------------- |
|                  | (0–1) Jegyzőkönyv | Mhitarján 17'     |

| Stade Geoffroy-Guichard, Saint-Étienne Játékvezető: Deniz Aytekin (német) |

| 2017. február 16. 21:05 |

| Villarreal CF | 0–4               | AS Roma                       |
| ------------- | ----------------- | ----------------------------- |
|               | (0–1) Jegyzőkönyv | Emerson 32' Džeko 65' 79' 86' |

| Estadio El Madrigal, Villarreal Játékvezető: Danny Makkelie (holland) |

| 2017. február 23. 19:00 |

| AS Roma | 0–1               | Villarreal CF |
| ------- | ----------------- | ------------- |
|         | (0–1) Jegyzőkönyv | Borré 15'     |

| Stadio Olimpico, Róma Játékvezető: Felix Zwayer (német) |

| 2017. február 16. 19:00 |

| Ludogorec Razgrad | 1–2               | FC København                  |
| ----------------- | ----------------- | ----------------------------- |
| Keșerü 81'        | (0–1) Jegyzőkönyv | Anicet 2' (öngól) Toutouh 53' |

| Vasil Levski National Stadium, Sofia Játékvezető: Ivan Bebek (horvát) |

| 2017. február 23. 21:05 |

| FC København | 0–0         | Ludogorec Razgrad |
| ------------ | ----------- | ----------------- |
|              | Jegyzőkönyv |                   |

| Parken Stadion, Koppenhága Játékvezető: Miroslav Zelinka (cseh) |

| 2017. február 16. 19:00 |

| Celta Vigo | 0–1               | Sahtar Doneck |
| ---------- | ----------------- | ------------- |
|            | (0–1) Jegyzőkönyv | Leschuk 27'   |

| Balaídos, Vigo Játékvezető: Gediminas Mažeika (litván) |

| 2017. február 23. 21:05 |

| Sahtar Doneck | 0–2 (h. u.)                 | Celta Vigo                         |
| ------------- | --------------------------- | ---------------------------------- |
|               | (0–0, 0–1, 0–1) Jegyzőkönyv | Aspas 90+1' (11-esből) Cabral 108' |

| Metalist Stadium, Harkiv Játékvezető: Slavko Vinčić (szlovén) |

| 2017. február 16. 19:00 |

| Olimbiakósz | 0–0         | Osmanlıspor |
| ----------- | ----------- | ----------- |
|             | Jegyzőkönyv |             |

| Karaiszkákisz Stadion, Pireusz Játékvezető: Ruddy Buquet (francia) |

| 2017. február 23. 17:00 |

| Osmanlıspor | 0–3               | Olimbiakósz                        |
| ----------- | ----------------- | ---------------------------------- |
|             | (0–0) Jegyzőkönyv | Ansarifard 47' 86' Elyounoussi 70' |

| Osmanlı Stadyumu, Ankara Játékvezető: Vad István (magyar) |

| 2017. február 16. 19:00 |

| KAA Gent   | 1–0               | Tottenham Hotspur |
| ---------- | ----------------- | ----------------- |
| Perbet 59' | (0–0) Jegyzőkönyv |                   |

| Ghelamco Arena, Gent Játékvezető: Benoît Bastien (francia) |

| 2017. február 23. 21:05 |

| Tottenham Hotspur       | 2–2               | KAA Gent                    |
| ----------------------- | ----------------- | --------------------------- |
| Eriksen 10' Wanyama 61' | (1–1) Jegyzőkönyv | Kane 20' (öngól) Perbet 82' |

| Wembley Stadion, London Játékvezető: Jorge Sousa (portugál) |

| 2017. február 16. 19:00 |

| FK Rosztov                               | 4–0               | Sparta Praha |
| ---------------------------------------- | ----------------- | ------------ |
| Mevlja 15' Poloz 38' Noboa 40' Azmun 68' | (3–0) Jegyzőkönyv |              |

| Olimp-2, Rosztov-na-Donu Játékvezető: Bas Nijhuis (holland) |

| 2017. február 23. 21:05 |

| Sparta Praha  | 1–1               | FK Rosztov |
| ------------- | ----------------- | ---------- |
| Karavayev 84' | (0–1) Jegyzőkönyv | Poloz 13'  |

| Generali Arena, Prága Játékvezető: Hüseyin Göçek (török) |

| 2017. február 16. 17:00 |

| FK Krasznodar | 1–0               | Fenerbahçe SK |
| ------------- | ----------------- | ------------- |
| Claesson 4'   | (1–0) Jegyzőkönyv |               |

| Krasnodar Stadium, Krasnodar Játékvezető: Ivan Kružliak (szlovák) |

| 2017. február 22. 18:00 |

| Fenerbahçe SK | 1–1               | FK Krasznodar |
| ------------- | ----------------- | ------------- |
| Souza 41'     | (1–1) Jegyzőkönyv | Smolov 7'     |

| Şükrü Saracoğlu Stadion, Isztambul Játékvezető: Paweł Raczkowski (lengyel) |

| 2017. február 16. 19:00 |

| Borussia Mönchengladbach | 0–1               | Fiorentina       |
| ------------------------ | ----------------- | ---------------- |
|                          | (0–1) Jegyzőkönyv | Bernardeschi 44' |

| Borussia-Park Stadion, Mönchengladbach Játékvezető: Jesús Gil Manzano (spanyol) |

| 2017. február 23. 21:05 |

| Fiorentina             | 2–4               | Borussia Mönchengladbach                      |
| ---------------------- | ----------------- | --------------------------------------------- |
| Kalinić 16' Valero 29' | (2–1) Jegyzőkönyv | Stindl 44' (11-esből) 47' 55' Christensen 60' |

| Stadio Artemio Franchi, Firenze Játékvezető: Artur Soares Dias (portugál) |

| 2017. február 16. 19:00 |

| AZ                         | 1–4               | Olympique Lyonnais                          |
| -------------------------- | ----------------- | ------------------------------------------- |
| Dzsahánbahs 68' (11-esből) | (0–2) Jegyzőkönyv | Tousart 26' Lacazette 45+2' 57' Ferri 90+5' |

| AZAL Stadion, Alkmaar Játékvezető: Bobby Madden (skót) |

| 2017. február 23. 21:05 |

| Olympique Lyonnais                                            | 7–1               | AZ         |
| ------------------------------------------------------------- | ----------------- | ---------- |
| Fekir 5' 27' 78' Cornet 17' Darder 34' Aouar 87' Diakhaby 89' | (4–1) Jegyzőkönyv | Garcia 26' |

| Parc Olympique Lyonnais, Décines-Charpieu Játékvezető: Aleksei Kulbakov (fehérorosz) |

| 2017. február 16. 21:05 |

| Hapóél Beér-Seva | 1–3               | Beşiktaş JK                                   |
| ---------------- | ----------------- | --------------------------------------------- |
| Barda 44'        | (1–1) Jegyzőkönyv | Soares 42' (öngól) Tosun 60' Hutchinson 90+3' |

| Turner Stadium, Beér-Seva Játékvezető: Martin Atkinson (angol) |

| 2017. február 23. 19:00 |

| Beşiktaş JK             | 2–1               | Hapóél Beér-Seva |
| ----------------------- | ----------------- | ---------------- |
| Aboubakar 17' Tosun 87' | (1–0) Jegyzőkönyv | Nwakaeme 64'     |

| Vodafone Arena, Isztambul Játékvezető: Matej Jug (szlovén) |

| 2017. február 16. 21:05 |

| PAÓK | 0–3               | Schalke 04                              |
| ---- | ----------------- | --------------------------------------- |
|      | (0–1) Jegyzőkönyv | Burgstaller 27' Meyer 82' Huntelaar 90' |

| Túmbasz Stadion, Szaloniki Játékvezető: Xavier Estrada Fernández (spanyol) |

| 2017. február 22. 18:00 |

| Schalke 04 | 1–1               | PAÓK                 |
| ---------- | ----------------- | -------------------- |
| Schöpf 23' | (1–1) Jegyzőkönyv | Nastasić 25' (öngól) |

| Veltins-Arena, Gelsenkirchen Játékvezető: Luca Banti (olasz) |

## Nyolcaddöntők
A nyolcaddöntők sorsolását 2017. február 24-én tartották. Az első mérkőzéseket 2017. március 9-én, a visszavágókat március 16-án játszották.
| 1. csapat          | Össz.Tooltip Aggregate score | 2. csapat                | 1. mérk. | 2. mérk. |
| ------------------ | ---------------------------- | ------------------------ | -------- | -------- |
| Celta Vigo         | 4–1                          | FK Krasznodar            | 2–1      | 2–0      |
| APÓEL              | 0–2                          | Anderlecht               | 0–1      | 0–1      |
| Schalke 04         | 3–3 (i.g.)                   | Borussia Mönchengladbach | 1–1      | 2–2      |
| Olympique Lyonnais | 5–4                          | AS Roma                  | 4–2      | 1–2      |
| FK Rosztov         | 1–2                          | Manchester United        | 1–1      | 0–1      |
| Olimbiakósz        | 2–5                          | Beşiktaş JK              | 1–1      | 1–4      |
| KAA Gent           | 3–6                          | KRC Genk                 | 2–5      | 1–1      |
| FC København       | 2–3                          | Ajax                     | 2–1      | 0–2      |

### Mérkőzések
| 2017. március 9. 21:05 |

| Celta Vigo           | 2–1               | FK Krasznodar |
| -------------------- | ----------------- | ------------- |
| Wass 50' Beauvue 90' | (0–0) Jegyzőkönyv | Claesson 56'  |

| Balaídos, Vigo Játékvezető: Craig Thomson (skót) |

| 2017. március 16. 19:00 |

| FK Krasznodar | 0–2               | Celta Vigo          |
| ------------- | ----------------- | ------------------- |
|               | (0–0) Jegyzőkönyv | Mallo 52' Aspas 80' |

| Krasnodar Stadium, Krasznodar Játékvezető: Ruddy Buquet (francia) |

| 2017. március 9. 19:00 |

| APÓEL | 0–1               | Anderlecht  |
| ----- | ----------------- | ----------- |
|       | (0–1) Jegyzőkönyv | Stanciu 29' |

| GSZP Stadion, Nicosia Játékvezető: Jorge Sousa (portugál) |

| 2017. március 16. 21:05 |

| Anderlecht     | 1–0               | APÓEL |
| -------------- | ----------------- | ----- |
| Acheampong 65' | (0–0) Jegyzőkönyv |       |

| Constant Vanden Stock Stadion, Brüsszel Játékvezető: Aleksei Kulbakov (fehérorosz) |

| 2017. március 9. 21:05 |

| Schalke 04      | 1–1               | Borussia Mönchengladbach |
| --------------- | ----------------- | ------------------------ |
| Burgstaller 25' | (1–1) Jegyzőkönyv | Hofmann 15'              |

| Veltins-Arena, Gelsenkirchen Játékvezető: Björn Kuipers (holland) |

| 2017. március 16. 21:05 |

| Borussia Mönchengladbach     | 2–2               | Schalke 04                           |
| ---------------------------- | ----------------- | ------------------------------------ |
| Christensen 26' Dahoud 45+2' | (2–0) Jegyzőkönyv | Goretzka 54' Bentaleb 68' (11-esből) |

| Borussia-Park Stadion, Mönchengladbach Játékvezető: Mark Clattenburg (angol) |

| 2017. március 9. 21:05 |

| Olympique Lyonnais                                | 4–2               | AS Roma              |
| ------------------------------------------------- | ----------------- | -------------------- |
| Diakhaby 8' Tolisso 47' Fekir 74' Lacazette 90+2' | (1–2) Jegyzőkönyv | Szaláh 20' Fazio 33' |

| Parc Olympique Lyonnais, Décines-Charpieu Játékvezető: Anthony Taylor (angol) |

| 2017. március 16. 21:05 |

| AS Roma                           | 2–1               | Olympique Lyonnais |
| --------------------------------- | ----------------- | ------------------ |
| Strootman 17' Tousart 60' (öngól) | (1–1) Jegyzőkönyv | Diakhaby 16'       |

| Stadio Olimpico, Róma Játékvezető: Kassai Viktor (magyar) |

| 2017. március 9. 19:00 |

| FK Rosztov   | 1–1               | Manchester United |
| ------------ | ----------------- | ----------------- |
| Bukharov 53' | (0–1) Jegyzőkönyv | Mhitarján 35'     |

| Olimp-2, Rosztov-on-Don Játékvezető: Felix Zwayer (német) |

| 2017. március 16. 21:05 |

| Manchester United | 1–0               | FK Rosztov |
| ----------------- | ----------------- | ---------- |
| Mata 70'          | (0–0) Jegyzőkönyv |            |

| Old Trafford, Manchester Játékvezető: Gediminas Mažeika (litván) |

| 2017. március 9. 21:05 |

| Olimbiakósz   | 1–1               | Beşiktaş JK   |
| ------------- | ----------------- | ------------- |
| Cambiasso 36' | (1–0) Jegyzőkönyv | Aboubakar 53' |

| Karaiszkákisz Stadion, Pireusz Játékvezető: Danny Makkelie (holland) |

| 2017. március 16. 19:00 |

| Beşiktaş JK                           | 4–1               | Olimbiakósz     |
| ------------------------------------- | ----------------- | --------------- |
| Aboubakar 10' Babel 22' 75' Tosun 84' | (2–1) Jegyzőkönyv | Elyounoussi 31' |

| Vodafone Arena, Isztambul Játékvezető: Michael Oliver (angol) |

| 2017. március 9. 21:05 |

| KAA Gent               | 2–5               | KRC Genk                                                |
| ---------------------- | ----------------- | ------------------------------------------------------- |
| Kalu 27' Coulibaly 61' | (1–4) Jegyzőkönyv | Malinovskyi 21' Colley 33' Samatta 41' 72' Uronen 45+2' |

| Ghelamco Arena, Gent Játékvezető: Paolo Tagliavento (olasz) |

| 2017. március 16. 19:00 |

| KRC Genk     | 1–1               | KAA Gent          |
| ------------ | ----------------- | ----------------- |
| Castagne 20' | (1–0) Jegyzőkönyv | L. Verstraete 84' |

| Luminus Arena, Genk Játékvezető: Alberto Undiano Mallenco (spanyol) |

| 2017. március 9. 19:00 |

| FC København          | 2–1               | Ajax        |
| --------------------- | ----------------- | ----------- |
| Falk 1' Cornelius 60' | (1–1) Jegyzőkönyv | Dolberg 32' |

| Parken Stadion, Koppenhága Játékvezető: Artur Soares Dias (portugál) |

| 2017. március 16. 21:05 |

| Ajax                                | 2–0               | FC København |
| ----------------------------------- | ----------------- | ------------ |
| Traoré 23' Dolberg 45+3' (11-esből) | (2–0) Jegyzőkönyv |              |

| Amsterdam ArenA, Amszterdam Játékvezető: Ivan Kružliak (szlovák) |

## Negyeddöntők
A negyeddöntők sorsolását 2017. március 17-én tartották. Az első mérkőzéseket 2017. április 13-án, a visszavágókat április 20-án játszották.
| 1. csapat          | Össz.Tooltip Aggregate score | 2. csapat         | 1. mérk. | 2. mérk.   |
| ------------------ | ---------------------------- | ----------------- | -------- | ---------- |
| Anderlecht         | 2–3                          | Manchester United | 1–1      | 1–2 (h.u.) |
| Celta Vigo         | 4–3                          | KRC Genk          | 3–2      | 1–1        |
| Ajax               | 4–3                          | Schalke 04        | 2–0      | 2–3 (h.u.) |
| Olympique Lyonnais | 3–3 (t. 7–6)                 | Beşiktaş JK       | 2–1      | 1–2 (h.u.) |

### Mérkőzések
| 2017. április 13. 21:05 |

| Anderlecht     | 1–1               | Manchester United |
| -------------- | ----------------- | ----------------- |
| Dendoncker 86' | (0–1) Jegyzőkönyv | Mhitarján 37'     |

| Constant Vanden Stock Stadion, Brüsszel Játékvezető: Felix Brych (német) |

| 2017. április 20. 21:05 |

| Manchester United           | 2–1 (h. u.)                 | Anderlecht |
| --------------------------- | --------------------------- | ---------- |
| Mhitarján 10' Rashford 107' | (1–1, 1–1, 1–1) Jegyzőkönyv | Hanni 32'  |

| Old Trafford, Manchester Játékvezető: Alberto Undiano Mallenco (spanyol) |

| 2017. április 13. 21:05 |

| Celta Vigo                       | 3–2               | KRC Genk               |
| -------------------------------- | ----------------- | ---------------------- |
| Sisto 15' Aspas 18' Guidetti 38' | (3–1) Jegyzőkönyv | Boëtius 10' Buffel 67' |

| Balaídos, Vigo Játékvezető: Clément Turpin (francia) |

| 2017. április 20. 21:05 |

| KRC Genk     | 1–1               | Celta Vigo |
| ------------ | ----------------- | ---------- |
| Trossard 67' | (0–0) Jegyzőkönyv | Sisto 63'  |

| Luminus Arena, Genk Játékvezető: William Collum (skót) |

| 2017. április 13. 21:05 |

| Ajax                        | 2–0               | Schalke 04 |
| --------------------------- | ----------------- | ---------- |
| Klaassen 23' (11-esből) 52' | (1–0) Jegyzőkönyv |            |

| Amsterdam ArenA, Amszterdam Játékvezető: Szergej Karaszjov (orosz) |

| 2017. április 20. 21:05 |

| Schalke 04                                  | 3–2 (h. u.)                 | Ajax                       |
| ------------------------------------------- | --------------------------- | -------------------------- |
| Goretzka 53' Burgstaller 56' Caligiuri 101' | (0–0, 2–0, 3–0) Jegyzőkönyv | Viergever 111' Younes 120' |

| Veltins-Arena, Gelsenkirchen Játékvezető: Ovidiu Hațegan (román) |

| 2017. április 13. 21:05 |

| Olympique Lyonnais    | 2–1               | Beşiktaş JK |
| --------------------- | ----------------- | ----------- |
| Tolisso 83' Morel 85' | (0–1) Jegyzőkönyv | Babel 15'   |

| Parc Olympique Lyonnais, Décines-Charpieu Játékvezető: Antonio Mateu Lahoz (spanyol) |

| 2017. április 20. 21:05 |

| Beşiktaş JK                                                | 2–1 (h. u.)                 | Olympique Lyonnais                                            |
| ---------------------------------------------------------- | --------------------------- | ------------------------------------------------------------- |
| Talisca 27' 58'                                            | (1–1, 1–1, 1–1) Jegyzőkönyv | Lacazette 34'                                                 |
| Büntetőpárbaj                                              |                             |                                                               |
| Babel Tosun Hutchinson Arslan Talisca Uysal Tošić Mitrović | 6–7                         | Fekir Tolisso Ghezzal Rybus Valbuena Diakhaby Jallet Gonalons |

| Vodafone Arena, Isztambul Játékvezető: Milorad Mažić (szerb) |

## Elődöntők
Az elődöntők sorsolását 2017. április 21-én tartották. Az első mérkőzéseket 2017. május 4-én, a visszavágókat május 11-én játsszák.
| 1. csapat  | Össz.Tooltip Aggregate score | 2. csapat          | 1. mérk. | 2. mérk. |
| ---------- | ---------------------------- | ------------------ | -------- | -------- |
| Ajax       | 5–4                          | Olympique Lyonnais | 4–1      | 1–3      |
| Celta Vigo | 1–2                          | Manchester United  | 0–1      | 1–1      |

### Mérkőzések
| 2017. május 3. 18:45 |

| Ajax                                  | 4–1               | Olympique Lyonnais |
| ------------------------------------- | ----------------- | ------------------ |
| Traoré 25' 71' Dolberg 34' Younes 49' | (2–0) Jegyzőkönyv | Valbuena 66'       |

| Amsterdam ArenA, Amszterdam Játékvezető: Gianluca Rocchi (olasz) |

| 2017. május 11. 21:05 |

| Olympique Lyonnais                         | 3–1               | Ajax        |
| ------------------------------------------ | ----------------- | ----------- |
| Lacazette 45' (11-esből) 45+1' Ghezzal 81' | (2–1) Jegyzőkönyv | Dolberg 27' |

| Parc Olympique Lyonnais, Décines-Charpieu Játékvezető: Szymon Marciniak (lengyel) |

| 2017. május 4. 21:05 |

| Celta Vigo | 0–1               | Manchester United |
| ---------- | ----------------- | ----------------- |
|            | (0–0) Jegyzőkönyv | Rashford 67'      |

| Balaídos, Vigo Játékvezető: Szergej Karaszjov (orosz) |

| 2017. május 11. 21:05 |

| Manchester United | 1–1               | Celta Vigo    |
| ----------------- | ----------------- | ------------- |
| Fellaini 17'      | (1–0) Jegyzőkönyv | Roncaglia 85' |

| Old Trafford, Manchester Játékvezető: Ovidiu Hațegan (román) |

## Döntő
| 2017. május 24. 20:45 (CEST) |

| Ajax | 0–2               | Manchester United       |
| ---- | ----------------- | ----------------------- |
|      | (0–1) Jegyzőkönyv | Pogba 18' Mhitarján 48' |

| Friends Arena, Stockholm Nézőszám: 46 961 Játékvezető: Damir Skomina (szlovén) |